# Copais Palus
Copais Palus és una característica d'albedo a la superfície de Mart, localitzada amb el sistema de coordenades planetocèntriques a 54.68 ° latitud N i 80 ° longitud E. El nom va ser aprovat per la UAI l'any 1958 i fa referència a Copais, antic llac càrstic, ara assecat, de Beòcia.